# Josef Janík
Josef Janík (1921) è un ex calciatore cecoslovacco, di ruolo attaccante.

## Carriera

### Nazionale
Il 14 settembre 1946 debutta in Cecoslovacchia-Svizzera (3-2), realizzando uno dei tre gol cecoslovacchi.